# Ute Steindorf
Ute Steindorf (n. 26 august 1957, Wolfen, Saxonia-Anhalt, Germania) este o canotoare ce a reprezentat Republica Democrată Germană, medaliată olimpică. A participat la o ediție a Jocurilor Olimpice (1980) în care a câștigat o medalie de aur.

## Participări
Lista de mai jos prezintă principalele competiții la care a participat Ute Steindorf de-a lungul carierei.
- rowing at the 1980 Summer Olympics – women's coxless pair[*][3]